# أندريا بافلوفيتش
أندريا بافلوفيتش (بالسيريلية الصربية: Андрија Павловић) هو لاعب كرة قدم صربي في مركز الهجوم، ولد في 16 نوفمبر 1993 في بلغراد في صربيا. شارك مع منتخب صربيا تحت 21 سنة لكرة القدم. أما مع النوادي، فقد لعب مع بي أيه إس كيه بيوغراد ورابيد فيينا وراد بيوغراد ونادي أبويل ونادي تشوكاريتشكي ونادي كوبنهاغن.

## وصلات خارجية
- أندريا بافلوفيتش على موقع الاتحاد الأوربي (الإنجليزية)
- أندريا بافلوفيتش على موقع قاعدة بيانات كرة القدم.إي يو (الإنجليزية)
- أندريا بافلوفيتش على موقع ناشيونال فوتبول تيمز (الإنجليزية)
- أندريا بافلوفيتش على موقع Soccerway.com (الإنجليزية)
- أندريا بافلوفيتش على موقع عالم كرة القدم.نت (الإنجليزية)
- أندريا بافلوفيتش على موقع AS.com (الإسبانية)